# Liste de musées nationaux
Cet article recense les musées nationaux de chaque pays.

## Afghanistan
- Musée national afghan de Kaboul (موزیم ملی افغانستان)

## Afrique du Sud
D'après le Departement d'Arts et Culture (en) de l'Afrique du Sud, les musées suivants sont sous tutelle du gouvernement, comme déclaré dans le Cultural Institutions Act :   
- Musée national Ditsong d'histoire naturelle (Ditsong National Museum of Natural History)
- Musée national Ditsong d'histoire militaire (en) (Ditsong National Museum of Military History)
- Musée national Ditsong d'histoire culturelle (en) (Ditsong National Museum of Cultural History)
- Musée national Amazwi de littérature anglaise (en) (Amazwi South African Museum of Literature)
- Musée Nelson-Mandela de Soweto (Nelson Mandela National Museum)
- Musée national de Bloemfontein (National Museum, Bloemfontein)
- Galerie nationale Iziko d'Afrique du Sud (en) (Iziko South African National Gallery)
- Musée de la guerre anglo-boer (Anglo-Boer War Museum)
- Musée de la langue Afrikaans (Afrikaanse Taalmuseum)

## Albanie
- Musée national historique (Muzeu Historik Kombëtar)
- Musée national des beaux-arts

## Algérie
- Musée national du Bardo

## Allemagne
- Musée national germanique (Germanisches Nationalmuseum)
- Deutsches Museum
- Musée national de Bavière (Bayerisches Nationalmuseum)
- Musée historique allemand (Deutsches Historisches Museum)
- Musée allemand des techniques de Berlin (Deutsches Technikmuseum Berlin)
- Glyptothèque de Munich (Glyptothek)
- Collections des antiquités de l'État (Staatliche Antikensammlungen)
- Pinacothèque d'Art moderne (Pinakothek der Moderne)
- Nouvelle Pinacothèque (Neue Pinakothek)
- Ancienne Pinacothèque (Alte Pinakothek)
- Musée de Wiesbaden

## Argentine
26 musées sont inscrits dans le réseau de musées nationaux (red de Museos Nacionales) du  Ministère de la Culture de l'Argentine :
- Musée historique national d'Argentine (Museo Histórico Nacional)
- Musée national des Beaux-Arts (Museo Nacional de Bellas Artes)
- Palais de Glace (Palacio Nacional de las Artes)
- Manzana de las Luces (Complejo Histórico Cultural Manzana de las Luces)
- Musée historique national du Cabildo et de la révolution de Mai (Museo Histórico Nacional del Cabildo y de la Revolución de Mayo)
- Musée Malvinas e Islas del Atlántico Sur (Museo Malvinas e Islas del Atlántico Sur)
- Palais San José (Palacio San José - Museo y Monumento Nacional - Justo José de Urquiza)
- Musée national Estancia d'Alta Gracia (Museo Nacional Estancia Jesuítica de Alta Gracia y Casa del Virrey Liniers
- Musée jésuite national (es) (Estancia de Jesús María - Museo Jesuítico Nacional)
- Musée national des Arts Décoratifs (en) (Museo Nacional de Arte Decorativo)
- Musée national d'Art oriental (es) (Museo Nacional de Arte Oriental)
- Musée historique Sarmiento (es) (Museo Histórico Sarmiento)
- Musée Roca (es) (Museo Roca)
- Musée Mitre (en) (Museo Mitre)
- Maison de Ricardo Rojas (es) (Casa de Ricardo Rojas)
- Maison de Rogelio Yrurtia (en) (Museo Casa de Rogelio Yrurtia)
- Maison nationale du bicentenaire (es) (Casa Nacional del Bicentenario)
- Maison historique de l'indépendance (Maison de Tucumán) (es) (Museo Casa Histórica de la Independencia)
- Maison de Domingo Faustino Sarmiento (es) (Museo y Biblioteca Casa Natal de Sarmiento)
- Musée national de l'histoire du costume (es) (Museo Nacional de la Historia del Traje)
- Musée historique du Nord (es) (Museo Histórico del Norte)
- Musée et bibliothèque maison del acuerdo (Museo y Biblioteca Casa del Acuerdo de San Nicolás)
- Musée de la gravure (Museo Nacional del Grabado)
- Musée de l'homme (Museo Nacional del Hombre)
- Musée régional de peinture « José Antonio Terry » (Museo Regional de Pintura « José Antonio Terry »)
- Musée Evita (Museo Evita)

## Australie
- Musée national d'Australie (National Museum of Australia)
- Galerie nationale d'Australie (National Gallery of Australia)
- Musée national des dinosaures (The National Dinosaur Museum)
- Galerie nationale d'Australie (National Gallery of Australia)
- Galerie nationale australienne de portraits (National Portrait Gallery of Australia)
- Musée national de la marine de Sydney (National Maritime Museum)
- Galerie nationale d'Australie (National Gallery of Australia)
- Australian National Aviation Museum

## Autriche
- Musée d'Histoire de l'art de Vienne (Kunsthistorisches Museum)
- Musée d'histoire naturelle de Vienne (Naturhistorisches Museum Wien)

## Azerbaïdjan
- Musée national d'art d'Azerbaïdjan (Azərbaycan Dövlət İncəsənət Muzeyi)
- Musée de l'histoire d'Azerbaïdjan (Azərbaycan tarixi Muzeyi)

## Bahreïn
- Musée national de Bahreïn (متحف البحرين الوطني)

## Bangladesh
- Musée national du Bangladesh (বাংলাদেশ জাতীয় যাদুঘর)

## Belgique
- Musées royaux d'Art et d'Histoire de Bruxelles

## Biélorussie
- Musée national des Beaux-Arts de Biélorussie (Нацыянальны мастацкі музей Рэспублікі Беларусь)
- Musée national de l'Histoire de Biélorussie (Нацыянальны гістарычны музей Рэспублікі Беларусь)

## Bosnie-Herzégovine
- Musée historique de Bosnie-Herzégovine
- Musée national de Bosnie-Herzégovine

## Botswana
- Musée national du Botswana (Mabolokelo a ditso a lefatshe la Botswana)

## Brésil
- Musée historique national (Museu Histórico Nacional)
- Musée national du Brésil (Museu Nacional da Universidade Federal do Rio de Janeiro)
- Musée national des Beaux-Arts (Museu Nacional de Belas Artes ou MNBA)
- Complexe culturel de la République (en) (Complexo Cultural da República)
- Musée national Honestino Guimarães (Museu Nacional Honestino Guimarães)

## Bulgarie
- Musée national d'histoire militaire (национален военноисторически музей)
- Musée national d'histoire naturelle de Bulgarie (Национален природонаучен музей)
- Musée national des transports (en) (Национален музей на транспорта)

## Burkina Faso
- Musée national du Burkina Faso

## Burundi
- Musée national de Gitega (Iratiro ry'akaranga k'Uburundi)

## Cambodge
- Musée national du Cambodge (សារមន្ទីរជាតិ)

## Cameroun
- Musée national du Cameroun

## Canada
- Musée des beaux-arts du Canada
- Musée canadien de l'histoire

## Chili
- Musée national d'histoire naturelle du Chili (Museo Nacional de Historia Natural de Chile)

## Chine
- Musée national de Chine (中国国家博物馆)
- Musée d'Art national de Chine (中国美术馆)

## Colombie
- Musée national de Colombie (Museo Nacional de Colombia)

## Corée du Sud
- Musée national de Corée (국립중앙박물관)

## Costa Rica
- Musée national du Costa Rica (Museo Nacional de Costa Rica)

## Danemark
- Musée national du Danemark (Nationalmuseet)

## Espagne
Depuis 2009, une loi défini la notion de Musée national espagnol (es).
- Musée national des sciences naturelles d'Espagne (Museo Nacional de Ciencias Naturales)
- Musée du Prado (Madrid)
- Musée Thyssen-Bornemisza (Madrid)
- Musée national centre d'art Reina Sofía (Madrid)
- Musée national du Théâtre (Museo Nacional del Teatro, Almagro)
- Musée archéologique national (Madrid)
- Museo Nacional y Centro de Investigación de Altamira (es) (Altamira)
- Museo Nacional de Arqueología Subacuática (es) (Carthagène)
- Museo del Traje (es) (Madrid)
- Musée national des Arts décoratifs (Madrid)
- Museo Nacional de Cerámica y Artes Suntuarias González Martí (es) (Valencia)
- Musée national de la Sculpture (Valladolid)
- Musée du Greco (Tolède)
- Maison de Cervantes (Valladolid)
- Musée national d'Art romain (Mérida)
- Museo Sefardí (es) (Tolède)
- Musée Sorolla (Madrid)
- Musée national d'Anthropologie (Madrid)
- Museo Cerralbo (es) (Madrid)
- Musée du Romantisme (Madrid)
- Musée de l'Amérique (Madrid)
- Musée de l'Armée (Tolède)
- Musée naval de Madrid (Madrid)
- Musée de l'aéronautique et astronautique d'Espagne (Madrid)
- La Casa de la Arquitectura (Madrid)

## États-Unis
- Musée national de l’histoire et de la culture afro-américaines (National Museum of African American History and Culture)
- National Gallery of Art
- Musée national d'Art africain (National Museum of African Art)
- Musée national des Indiens d'Amérique (National Museum of the American Indian)
- Musée national d'histoire américaine (National Museum of American History)
- Musée national d'histoire naturelle des États-Unis (National Museum of Natural History)
- National Portrait Gallery
- Musée postal national (National Postal Museum)
- Parc zoologique national de Washington (Smithsonian National Zoological Park))

## Éthiopie
- Musée national d'Éthiopie

## Finlande
- Musée national de Finlande (Kansallismuseo)

## Grèce
- Musée national archéologique d'Athènes (Εθνικό Αρχαιολογικό Μουσείο)
- Pinacothèque nationale d'Athènes (Εθνική Πινακοθήκη)
- Musée d'histoire nationale d'Athènes (Εθνικό Ιστορικό Μουσείο)
- Musée de la Guerre d’Athènes (Πολεμικό Μουσείο)
- Musée national d'art contemporain de Thessalonique (Κρατικό Μουσείο Σύγχρονης Τέχνης)

## Hongrie
- Musée national hongrois (Magyar Nemzeti Múzeum)
- Galerie nationale hongroise (Magyar Nemzeti Galéria)

## Inde
- Musée indien (Indian Museum)
- Galerie nationale d'art moderne (National Gallery of Modern Art)
- Musée national (National Museum of India)

## Indonésie
- Musée national d'Indonésie (Museum Nasional ou Museum Gajah)

## Irak
- Musée national d'Irak (المتحف العراقي)

## Iran
- Musée national d'Iran (موزه ایران باستان)

## Irlande
- Musée national d'Irlande (National Museum of Ireland)
- Galerie nationale d'Irlande (National Gallery of Ireland)

## Islande
- Musée national d'Islande (Þjóðminjasafn Íslands)

## Israël
- Musée d'Israël (מוזיאון ישראל)

## Italie
- Musée national romain (Museo Nazionale Romano)
- Galerie des Offices (Galleria degli Uffizi)
- Musée national des Instruments de musique de Rome (Museo Nazionale degli Strumenti Musicali di Roma)

## Japon
- Musée national d'art d'Osaka (国立国際美術館)
- Musée national de Tokyo (東京国立博物館)
- Musée national de Nara (奈良国立博物館)
- Musée national de Kyoto (京都国立博物館)

## Kenya
- Musée national de Nairobi

## Liban
- Musée national de Beyrouth (متحف بيروت الوطنيّ)

## Luxembourg
- Musée national d'histoire naturelle du Luxembourg

## Mali
- Musée national du Mali

## Malte
- Musée national d'archéologie (Il-Mużew Nazzjonali tal-Arkeoloġija)
- Musée national des sciences naturelles de Malte (Mużew Nazzjonali tal-Istorja Naturali)
- Musée national des Beaux-Arts (MUŻA)

## Mauritanie
- Musée national de Mauritanie

## Mexique
- Musée national d'anthropologie de Mexico (Museo Nacional de Antropología)

## Niger
- Musée national Boubou-Hama

## Nigeria
- Musée national du Nigeria (Nigerian National Museum)

## Norvège
- Musée national de l'art, de l'architecture et du design (Nasjonalmuseet for kunst, arkitektur og design)

## Nouvelle-Zélande
- Musée de Nouvelle-Zélande Te Papa Tongarewa

## Pays-Bas
- Rijksmuseum Amsterdam

## Pérou
- Musée national d'archéologie, d'anthropologie et d'histoire du Pérou (Museo Nacional de Arqueología, Antropología e Historia del Perú)

## Philippines
- Musée national des Philippines (Pambansang Museo ng Pilipinas)

## Pologne
- Musée national de Cracovie (Muzeum Narodowe w Krakowie)
- Musée national de Varsovie (Muzeum Narodowe w Warszawie)

## Portugal
- Musée national de l'Azulejo (Museu Nacional do Azulejo)

## République tchèque
- Musée national de Prague (Národní muzeum)

## Roumanie
- Musée national d'Art de Roumanie (Muzeul Național de Artă al României)
- Musée national d'histoire de Roumanie (Muzeul Național de Istorie a României)

## Royaume-Uni
- British Museum
- Victoria and Albert Museum

### Écosse
- Musée national d'Écosse (National Museum of Scotland)

## Russie
- Musée russe (Государственный Русский музей)

## Serbie
- Musée national de Belgrade (Народни музеј)

## Suède
- Nationalmuseum

## Suisse
- Musée national suisse

## Syrie
- Musée national de Damas (المتحف الوطني بدمشق)

## Taïwan
- Musée national de Taïwan (國立台灣博物館)
- Musée national du Palais (國立故宮博物院)

## Tchad
- Musée national du Tchad

## Thaïlande
- Musée national de Bangkok (พิพิธภัณฑสถานแห่งชาติ พระนคร)

## Tunisie
- Musée national du Bardo

## Ukraine
- Musée national d'art d'Ukraine (Національний Художній Музей України)